# Medicina alternativa

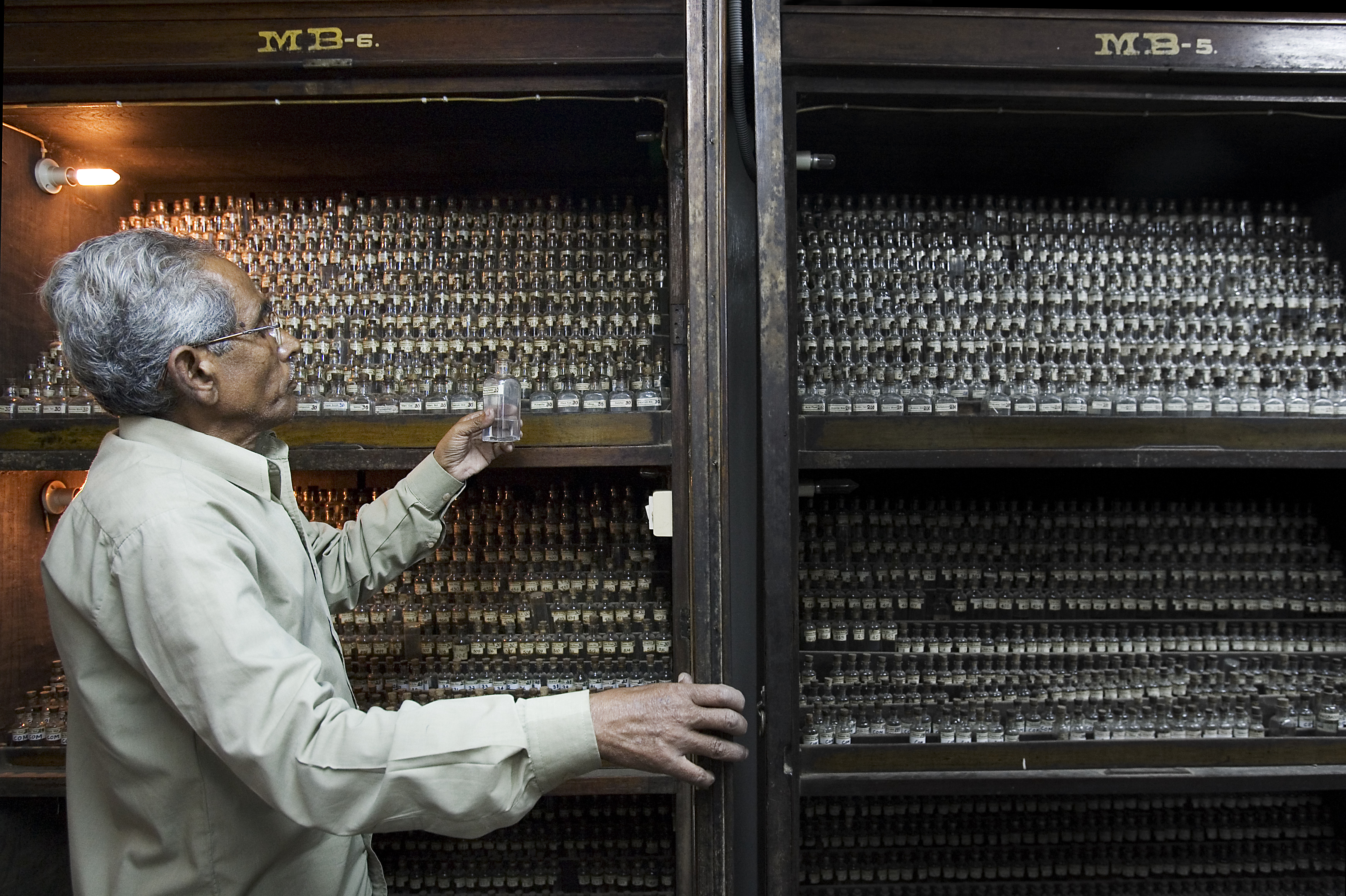
Una tienda de productos homeopáticos puede parecer como una farmacia de medicinas científicas. La diferencia no está en su apariencia, sino en su fundamento y eficacia.

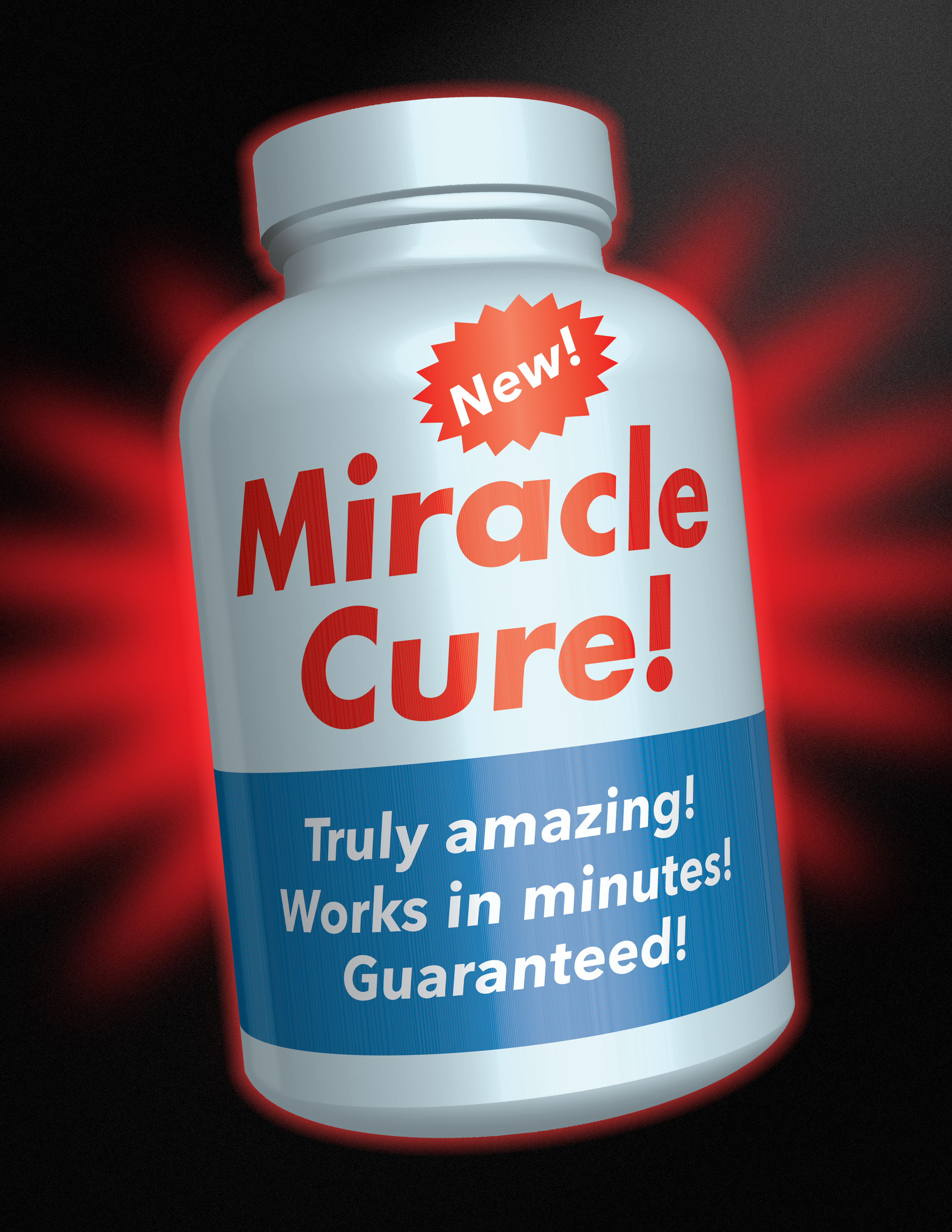
La comunidad científica es crítica con la medicina alternativa por realizar afirmaciones desacreditadas o no comprobadas. En la foto: Producto milagro.

Medicina alternativa es toda práctica que afirma tener los efectos sanadores de la medicina, pero que no está apoyada por pruebas obtenidas mediante el método científico y apelan a la pseudociencia, por lo que su efectividad no ha sido probada más allá del ocasional efecto placebo. Este tipo de tratamientos carece de verosimilitud biológica, no tiene pruebas que los respalden, tiene argumentos imposibles de probar o se ha demostrado que son ineficaces. La medicina alternativa consiste en un amplio rango de prácticas, productos y «terapias». En esta denominación se incluyen prácticas pseudomédicas nuevas y tradicionales como homeopatía, naturopatía, quiropraxia, curación energética, ozonoterapia, radiestesia, acupuntura, medicina tradicional china, medicina ayurvédica, curación por la fe, junto a otros tratamientos que no son parte de la medicina científica.
La medicina complementaria es medicina alternativa empleada junto a la medicina basada en hechos bajo la creencia, no probada por métodos científicos, que "complementa" el tratamiento. MAC (o CAM en inglés) es la abreviación para medicina alternativa y complementaria. La medicina integrativa es la combinación de prácticas y métodos de la medicina alternativa con la medicina científica.
Gran parte del efecto percibido de una práctica alternativa surge de la creencia de que será eficaz (el efecto placebo), o de que la afección tratada se resolverá por sí sola (el curso natural de la enfermedad). Esto se agrava aún más por la tendencia a recurrir a las terapias alternativas cuando falla la medicina, momento en el que la afección estará en su peor momento y es más probable que mejore espontáneamente. En ausencia de este sesgo, especialmente en el caso de enfermedades que no se espera que mejoren por sí mismas, como el cáncer o la infección por el VIH, múltiples estudios han mostrado resultados significativamente peores si los pacientes recurren a terapias alternativas. Aunque esto puede deberse a que estos pacientes evitan un tratamiento eficaz, algunas terapias alternativas son activamente perjudiciales o interfieren activamente con los tratamientos eficaces.
Aunque la idea popular es que estas técnicas son más inocuas que las de la medicina convencional, su uso representa diversos riesgos para la salud, como la ingestión de sustancias que pueden originar efectos no deseados, interacciones e incluso toxicidad. Algunas manipulaciones sobre el cuerpo pueden causar lesiones, por ejemplo, daños renales y hepáticos producidos por productos vendidos como nutrimentales naturales. Además, el usar terapias no efectivas puede producir un retraso en empezar el tratamiento adecuado o su abandono. Un ejemplo son los movimientos antivacunas, que en diciembre de 2014 provocaron el inicio de un virulento brote de sarampión en Disneylandia (Estados Unidos) y la muerte de un niño enfermo de difteria en Cataluña (España), en junio de 2015.
Los diagnósticos y tratamientos de la medicina alternativa no son incluidos usualmente en las licenciaturas de las facultades de Medicina ni usados en la práctica médica, pues en lugar de ello se utilizan tratamientos cuya eficacia y seguridad han sido probadas científicamente. Las terapias alternativas carecen de validez científica y sus afirmaciones no han sido demostradas o se han demostrado erradas. La medicina alternativa usualmente se basa en la religión, la tradición, la superstición, la creencia en energías sobrenaturales, pseudociencia, errores de razonamiento, propaganda o fraude. La regulación y autorización de la medicina alternativa y sus practicantes varían de país en país y de estado en estado. No existe una regulación global en ningún país occidental, si bien algunos han regulado aspectos parciales. Actualmente, muy distintos tipos de personas actúan en el ámbito de las terapias alternativas, con diferentes niveles de formación, de las cuales un importante número no son médicos, ni poseen ningún tipo de titulación oficial en ciencias de la salud.
La comunidad científica ha criticado a la medicina alternativa de basarse en afirmaciones engañosas, quackery, pseudociencia, anticiencia, fraude o una metodología científica defectuosa. Se ha advertido que promover la medicina alternativa es peligroso y no ético. La experimentación, cuando la hay, en la medicina alternativa es considerada como un desperdicio de los recursos dedicados a la investigación médica. Incluso se ha criticado la terminología empleada, pues "realmente no existe tal cosa como medicina alternativa, solo hay medicina que funciona y medicina que no" o "¿Puede existir alguna 'alternativa' razonable [a la medicina basada en hechos]?". Una revisión de su literatura revela que está repleta de prácticas pseudocientíficas, ineficaces, poco éticas y potencialmente peligrosas, algunas contradictorias entre sí, sin ninguna base real y que incluso contradicen los conocimientos científicos actuales.

[...] "Medicina alternativa" es un término engañoso para crear la ilusión de que un tratamiento desacreditado o no comprobado es realmente una alternativa a otro establecido por la medicina científica. Al agregar "medicina complementaria" a su repertorio de términos engañosos, los proveedores de fraudes médicos han mejorado la ilusión de que sus remedios de alguna forma potencian o mejoran los efectos de los tratamientos médicos basados en hechos.
Entrada en The Skeptic's Dictionary

Es hora de que la comunidad científica deje de darle vuelo a la medicina alternativa. No puede haber dos tipos de medicamentos: convencionales y alternativos. Sólo existe la medicina que ha sido probada adecuadamente y la que no, la medicina que funciona y la que puede o no funcionar. Una vez que el tratamiento ha sido probado rigurosamente, ya no importa si fue considerada alternativa al comienzo. Si se encuentra que es razonablemente seguro y eficaz, que sea aceptado. Pero aseveraciones, especulaciones y testimonios no sustituyen los hechos. Los tratamientos alternativos deben ser sometidos a pruebas científicas no menos rigurosas que el exigido para los tratamientos convencionales.
M. Angell, et al.

## Definición y tipos

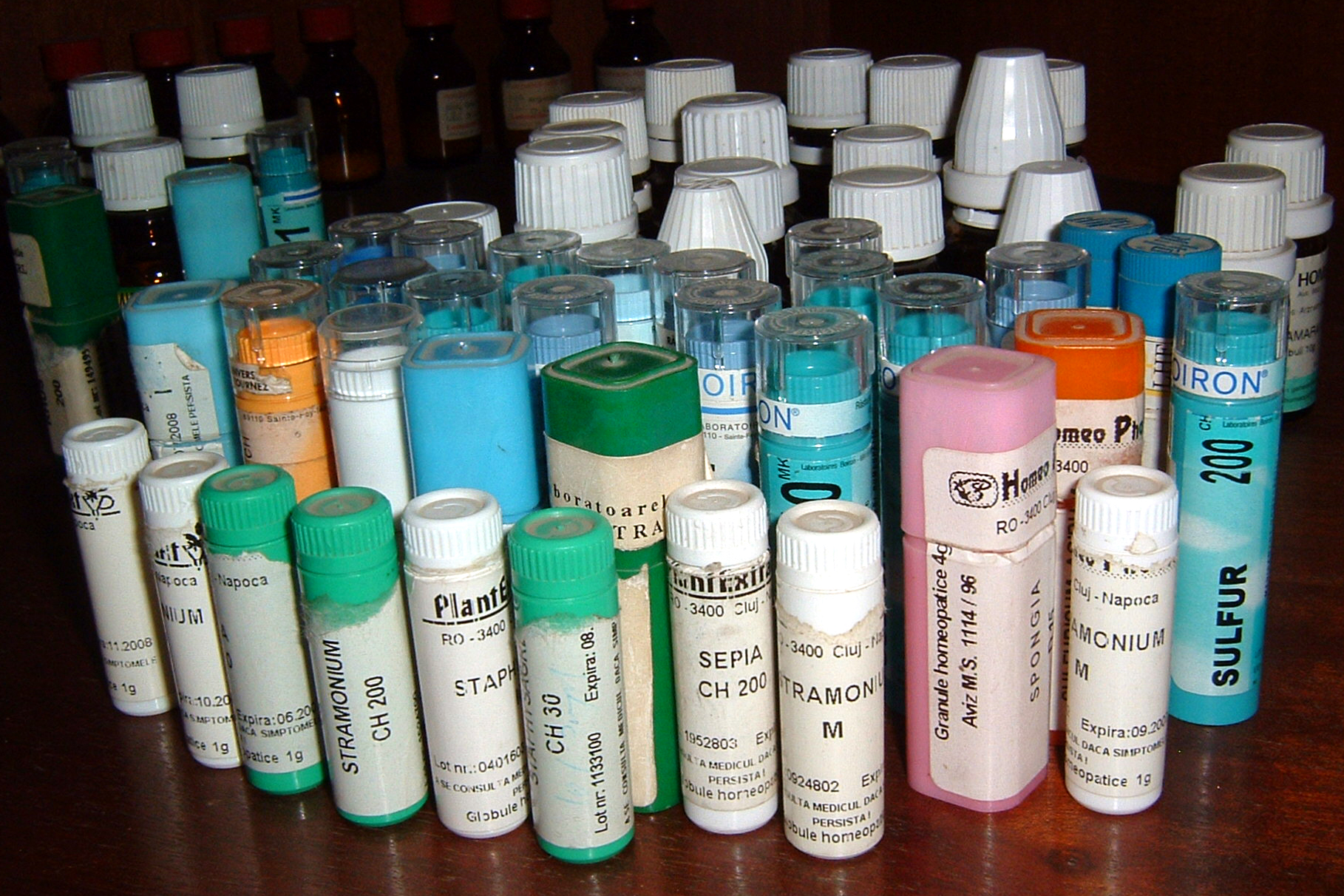
Productos homeopáticos

La expresión medicina alternativa no tiene una definición única universalmente aceptada, debido al amplio número de prácticas que engloba y la imprecisión de sus límites. La gran heterogeneidad de sus técnicas dificulta delimitar su alcance y no resulta fácil su enumeración exhaustiva. A esta confusión se añade que en algunas zonas se llama "alternativa" a la medicina tradicional.
Estas prácticas engloban, entre otras, la acupuntura, la quiropráctica, la ozonoterapia, el masaje o la homeopatía. Cuando se usan solas se las suele llamar "alternativas". Cuando se usan junto con la medicina convencional, se las suele llamar "complementarias". La lista de lo que se considera medicina complementaria y alternativa cambia continuamente, ya que una vez se comprueba que una terapia determinada es eficaz e inocua, ésta debe incorporarse al tratamiento convencional de la salud, dejando de ser alternativa, al igual que cuando surgen enfoques nuevos para la atención sanitaria. Desde los años noventa se ha promovido la evaluación de estas modalidades de tratamiento con métodos objetivos o científicos, con un resultado extremadamente pobre.
Las terapias alternativas se basan en la consideración de la persona como un todo (enfoque holístico), en interacción continua y cambio con el entorno, integrando aspectos físicos, genéticos, mentales, emocionales, espirituales, medioambientales y sociales. No obstante, actualmente en la atención sanitaria convencional también es clave el enfoque biopsicosocial.
A partir del decenio de 1990, se ha producido un resurgimiento de su empleo en muchos países desarrollados y en vías de desarrollo.
Las pruebas y observaciones científicas disponibles sobre su eficacia son muy escasas. No obstante, esta ausencia de demostración de su eficacia no es siempre sinónimo de ineficacia. Muchos pacientes refieren cierta percepción de mejoría de los síntomas, de su bienestar o de su calidad de vida, si bien por lo general no se dispone de estudios que permitan determinar si esta mejoría es debida al tratamiento o a un efecto placebo.
Otros procedimientos se basan en argumentos místicos, tanto de las religiones orientales como de las occidentales. Diagnósticos o tratamientos que serían calificados de mala praxis y sancionados en muchos países si fueran ejecutados por un médico, en otros lugares pasan inadvertidos al ser aplicados por un practicante no titulado.

### Otros términos
La medicina holística es otro cambio de marca de la medicina alternativa. En este caso, las palabras equilibrio y holismo se utilizan a menudo junto con complementario o integrador, pretendiendo tener en cuenta a una persona "completa", en contraste con el supuesto reduccionismo de la medicina.

## Diferencias entre medicina convencional, complementaria, alternativa e integrativa
- La atención médica convencional es practicada por quienes tienen titulación de Licenciado o Doctor en Medicina y Cirugía. También la practican otros profesionales médicos como fisioterapeutas, asistentes médicos, psicólogos y enfermeras tituladas. La medicina convencional también es llamada medicina alopática, occidental, ortodoxa, regular y biomedicina. Algunos practicantes de la medicina convencional también practican medicina complementaria y alternativa.[39]
- La medicina complementaria se utiliza conjuntamente con la medicina convencional. Un ejemplo de terapia complementaria es el uso de acupuntura para mitigar los efectos secundarios del tratamiento del cáncer.
- La medicina alternativa se utiliza en lugar de la medicina convencional. Un ejemplo de una terapia alternativa es el empleo de una dieta especial para el tratamiento del cáncer en lugar de la cirugía, la radiación o la quimioterapia recomendados por un médico convencional.
- La medicina integrativa, según la definición de NCCAM, combina terapias médicas formales y terapias de la medicina complementaria y alternativa para las que existen pruebas científicas de alta calidad, en casos muy concretos, sobre su seguridad y eficacia.

Los practicantes de medicinas alternativas suelen referirse a la medicina convencional con términos a veces despectivos entre los que se incluyen:
- medicina alopática (nombre creado por los homeópatas);
- medicina formal;
- medicina occidental;
- medicina ordinaria;
- medicina ortodoxa.

## Principales tipos de medicina complementaria y alternativa, tradicional e integrativa
El NCCAM (National Center for Complementary and Alternative Medicine —Centro Nacional de Medicina Alternativa y Complementaria) de los Estados Unidos— clasifica las terapias de la medicina complementaria y alternativa en cinco categorías o dominios:
- Sistemas médicos alternativos
- Enfoque sobre la mente y el cuerpo
- Terapias biológicas
- Métodos de manipulación y basados en el cuerpo
- Terapias sobre la base de la «energía»

### Sistemas médicos alternativos
Los sistemas médicos alternativos se construyen en torno a sistemas completos de teoría y práctica. A menudo, estos sistemas han evolucionado de manera separada del enfoque médico convencional. Ejemplos de sistemas médicos alternativos occidentales son la naturopatía y la medicina naturista. En menor medida, dado su carácter pseudocientífico, se podría también citar la homeopatía.
La homeopatía busca estimular la capacidad del cuerpo de curarse a sí mismo, a través del empleo de dosis muy pequeñas de sustancias altamente diluidas. La medicina naturista basa su terapéutica en el apoyo a la tendencia espontánea a la curación y la higiene, a través de un modo de vida saludable. La naturopatía pretende estimular la capacidad de autocuración del organismo, mediante modificaciones en la nutrición y el estilo de vida.
Ejemplos de sistemas que se han formulado en culturas no occidentales abarcan la medicina china tradicional y una de sus técnicas, la acupuntura, que estimula puntos anatómicos del cuerpo. Otro ejemplo es el ayurveda, originado en la India, cuyo objetivo es integrar cuerpo, mente y espíritu para prevenir y tratar las enfermedades.

### Enfoque sobre la mente y el cuerpo
La medicina de la mente y el cuerpo utiliza una variedad de técnicas diseñadas con el fin de afianzar la capacidad de la mente para afectar la función y los síntomas corporales. Algunas técnicas que se consideraron medicina complementaria y alternativa anteriormente se han formalizado (por ejemplo, grupos de apoyo a pacientes y terapia cognitiva y conductual). Otras técnicas para la mente y el cuerpo aún se consideran medicina complementaria y alternativa, incluida la meditación, la oración, la curación mental y las terapias que emplean soluciones creativas como el arte (arteterapia), la música (musicoterapia) o la danza.
Otras prácticas que pueden incluirse en este grupo son el yoga, la kinesiología, la hipnoterapia y la sofronización.

### Terapias biológicas
Las prácticas biológicas utilizan sustancias presentes en la naturaleza, empleadas por su sabor, aroma o posibles propiedades terapéuticas, tales como hierbas, hojas, flores, cortezas de árboles, semillas, frutas, tallos y raíces, alimentos y vitaminas. Engloban la fitoterapia, la terapia nutricional alternativa y los tratamientos con suplementos nutricionales y vitaminas. Algunas de estas técnicas incluyen el uso de suplementos dietéticos, productos de herboristería y otros productos denominados "naturales", en su mayoría no probados desde el punto de vista científico (por ejemplo, el uso de cartílago de tiburón en el tratamiento del cáncer).
Algunos usos de los suplementos dietéticos forman parte de la medicina convencional. Por ejemplo, los científicos han descubierto que el ácido fólico previene ciertos defectos congénitos en el feto durante el embarazo y un régimen de vitaminas y zinc puede retardar el avance de una enfermedad ocular denominada degeneración macular asociada a la edad.
La nutrición y dietética, tal y como se enseña en las universidades, es ejercida por profesionales titulados y competentes, y forma parte de la medicina convencional. Sin embargo, diversas técnicas y protocolos que no se sitúan dentro de la prueba científica, como la dieta alcalina o la dieta para curar el cáncer, pertenecen al campo de las terapias alternativas.

### Métodos de manipulación y basados en el cuerpo
Estas prácticas se basan en la teoría de que todos los sistemas del cuerpo trabajan conjuntamente de forma integrada, por lo que los trastornos en un sistema pueden afectar el funcionamiento en otras partes del cuerpo.
Los métodos de manipulación (terapias manipulativas o de manipulación) y basados en el cuerpo en la medicina complementaria y alternativa hacen énfasis en la manipulación o en el movimiento de una o más partes del cuerpo. Algunos ejemplos incluyen quiropráctica, osteopatía y masaje, aunque cabe destacar que muchas de las terapias que se engloban en estos 3 términos también son práctica común y disciplinas competenciales de una profesión sanitaria, científica, reglada y convencional como la fisioterapia así como de la medicina manual u osteopática (realizada por médicos D.O.), por lo que hay que diferenciar claramente si estas terapias las aplica un fisioterapeuta/médico o un profano, masajista, quiromasajista, componedor o sanador: en el primer caso estaríamos hablando de medicina convencional o científica y en los otros de medicina alternativa.
Otras prácticas que se incluyen en esta clasificación son el drenaje linfático, la reflexología, el shiatsu, el sotai y la aromaterapia.

### Terapias sobre la base de la «energía»
Las terapias sobre la base de alguna clase de «energía» hipotética son uno de los cinco tipos de medicina complementaria y alternativa según la NCCAM. Se trata de una de las áreas de la medicina complementaria que más controversia provoca, ya que su eficacia no ha sido demostrada más allá del efecto placebo. El NCCAM las divide en terapias de biocampo cuando la energía interviniente es la propia del cuerpo y terapias bioelectromagnéticas cuando se utiliza un equipo o implemento externo capaz de producir energía, como el Tens u otros que generan impulsos eléctricos, magnéticos o electromagnéticos, entre otros.
Las denominadas terapias del biocampo pretenden afectar a los campos de energía que supuestamente rodean y penetran el cuerpo humano (cuya existencia no ha sido probada científicamente) mediante la aplicación de presión o la colocación de las manos en o a través de estos campos. Entre ellas figuran el Qi-Gong (o Chi-kung); el reiki, cuyo objetivo es curar el espíritu y, como consecuencia, el cuerpo; la terapia floral, a través de la intervención energética de las esencias; y el "toque terapéutico" mediante el cual los profesionales pasan sus manos sobre una persona para utilizar su propia energía que se percibe como sanadora, para identificar los desequilibrios de energía y promover su salud.
Las terapias bioelectromagnéticas, también llamadas terapias biomagnéticas o con campos magnéticos, se fundamentan en el uso no convencional de campos electromagnéticos, que son líneas invisibles de fuerza que rodean todos los dispositivos eléctricos, tales como dispositivos electromagnéticos, imanes, etc.
Ejemplos de terapias basadas sobre la «energía» son el reiki, la terapia floral, la terapia biomagnética o con campos magnéticos.

## Regulación de las medicinas alternativas
Las distintas jurisdicciones difieren acerca de qué ramas de esta práctica alternativa son legales, cuáles están reguladas y cuáles (si las hay) son prestadas por el servicio sanitario gubernamental o financiadas por el Estado.
Cierto número de partidarios de la medicina alternativa no están de acuerdo con las restricciones de las agencias gubernamentales que regulan los tratamientos médicos ―como la FDA (Food and Drug Administration: Administración de Alimentos y Medicamentos) estadounidense― y la adherencia de estas a los métodos de evaluación experimentales. Afirman que esto impide a los que buscan dar tratamientos y propuestas útiles y eficaces al público, y denuncian que sus contribuciones y descubrimientos son injustamente desestimados, pasados por alto o suprimidos. Los proveedores de medicina alternativa suelen argüir que el fraude en los tratamientos debe abordarse adecuadamente cuando se produzca.

## Uso contemporáneo de las medicinas alternativas
Edzard Ernst escribió en el Medical Journal of Australia que «cerca de la mitad de la población de los países desarrollados usa medicina complementaria y alternativa» (Ernst 2003), si bien cabe poner en duda lo que los encuestados entendían por «medicina complementaria y alternativa». Una encuesta (Barnes et al. 2004) publicada en mayo de 2004 por el NCCAM estadounidense concluía que en 2002 el 36 % de los estadounidenses había usado algún tipo de «terapia alternativa» en los 12 meses anteriores, donde se incluía como tal hasta la práctica del yoga, la meditación, tratamientos herbales e incluso la dieta Atkins. Si la oración era considerada como terapia alternativa, entonces la cifra subía hasta el 62,1 %. Otro estudio de Astin et al. (1998) sugiere una cifra parecida del 40 %. Una encuesta telefónica británica hecha por la BBC entre 1209 adultos en 1998 mostraba que cerca del 20 % de los adultos británicos había usado la medicina alternativa en los 12 meses anteriores (Ernst & White 1999), de nuevo con dudas sobre qué entendían los encuestados por «medicina alternativa».
El uso de la medicina alternativa parece ir en aumento. Eisenburg et al. llevaron a cabo un estudio en 1998 que mostró que el uso de la medicina alternativa había subido desde el 33,8 % en 1990 hasta el 42,1 % en 1997. En el Reino Unido, un informe de 2000 ordenado por la Cámara de los Lores sugería que «los datos de los que se dispone parecen apoyar la idea de que el uso de la medicina complementaria y alternativa en el Reino Unido es alto y está en aumento», parte de lo cual es explicado por el crecimiento de la población inmigrante extraeuropea que mantiene la utilización de dichas técnicas.

### Características de los profesionales de las terapias alternativas
Si bien en rigor semántico el ejercicio de la Medicina por personas sin de título de médico se considera curanderismo, según el diccionario de la Real Academia Española (RAE), actualmente muy distintos tipos de personas ejercen en el ámbito de las terapias alternativas, con diferentes niveles de formación.
No existe una regulación global en ningún país occidental. En algunos países de la Unión Europea, estas técnicas son aplicadas principalmente por médicos, mientras que en otros, fundamentalmente los nórdicos, se autoriza hacerlo a no médicos. En Estados Unidos, sólo se permite a médicos con autorización; no cumplir este requisito constituye un delito.
Existe un número importante de profesionales que sin ser médicos, ni poseer ningún tipo de titulación oficial en ciencias de la salud, su actividad se dirige a la prevención de enfermedades o a la mejora de la salud, tales como personas que han seguido formación en escuelas no oficiales, vendedores de herboristería o de productos utilizados para las medicinas no convencionales (que habitualmente se adentran en dar consejos terapéuticos) e incluso personas que se atribuyen a sí mismas poderes personales o que aplican productos o técnicas instrumentales (sanadores).
En general, se proporciona formación sobre terapias alternativas en todos los países, pero su grado de oficialidad varía mucho: unos tienen especialidades para médicos o programas postgrado en la Universidad (Alemania, Italia) y en otros la formación se realiza en institutos privados o escuelas (Suecia, Canadá). En otros, como es el caso de España, no se ha desarrollado ninguna titulación de formación profesional ni cualificación profesional en la familia profesional de Sanidad, pese a lo cual universidades, centros privados, sociedades, etc. facilitan formación para profesionales sanitarios y no sanitarios.
En 2013, Portugal reguló el ejercicio profesional de la acupuntura, la fitoterapia, la homeopatía, la medicina china tradicional, la naturopatía, la osteopatía y la quiropráctica.
En tres investigaciones separadas, en las que se encuestaron las 125 escuelas que ofrecían un título en medicina, las 19 que ofrecían uno en osteopatía y las 585 escuelas de enfermería de los Estados Unidos, se halló que el 60 % de las escuelas que ofrecían un título en medicina, el 95 % de las que ofrecían uno de osteópata y el 84,8 % de las de enfermería enseñaban también medicina alternativa (Wetzel et al. 1998, Saxon et al. 2004, Fenton & Morris 2003).
En el Reino Unido ninguna escuela médica ofrece cursos que enseñen la práctica clínica de la medicina alternativa. Sin embargo, ésta se imparte en varias escuelas como parte del plan de estudios. Esta enseñanza está mayoritariamente basada en la teoría y la comprensión de la medicina alternativa, haciendo énfasis en la capacidad de comunicarse con especialistas en medicina alternativa. Para conseguir aptitud en la práctica clínica de la medicina alternativa, deben obtenerse títulos de sociedades médicas particulares, donde el estudiante debe haberse graduado y ser un médico cualificado. La Sociedad Médica Británica de Acupuntura, que ofrece certificados médicos en acupuntura a los licenciados, es un ejemplo.[cita requerida]

## Apoyos a la medicina alternativa
Los partidarios de la medicina alternativa sostienen que las terapias alternativas suelen proporcionar al público servicios no disponibles en la medicina convencional. Este argumento cubre diversas áreas:[cita requerida]
- la participación activa del paciente,
- métodos alternativos para el manejo del dolor,
- métodos terapéuticos que apoyan el modelo biopsicosocial de la salud,
- remedios para preocupaciones sanitarias específicas,
- servicios de reducción de estrés,
- otros servicios sanitarios preventivos que no son típicamente parte de la medicina convencional,
- cuidados paliativos de la medicina complementaria, que son practicados por centros oncológicos  como el Memorial Sloan-Kettering (véase Vickers 2004).

### Eficacia de la medicina alternativa
Los partidarios de la medicina alternativa sostienen que los diversos métodos alternativos son eficaces en el tratamiento de un amplio rango de dolencias leves y graves, y argumentan que trabajos de investigación recientemente publicados (como Michalsen 2003, Gonsalkorale 2003 y Berga 2003) demuestran la eficacia de tratamientos alternativos específicos. Afirman que una búsqueda en PubMed halló cerca de 370 000 artículos de investigación clasificados como medicina alternativa publicados en revistas reconocidas por Medline desde 1966 en la base de datos de la National Library of Medicine (tales como Kleijnen 1991, Linde 1997, Michalsen 2003, Gonsalkorale 2003 y 2003).[cita requerida]
Los partidarios de la medicina alternativa sostienen que ésta puede proporcionar beneficios a la salud mediante la participación activa del paciente, ofreciendo más opciones al público, incluidos tratamientos que simplemente no están disponibles en la medicina convencional.

La mayoría de los estadounidenses que consultan a terapeutas alternativos recibirían con entusiasmo la posibilidad de consultar a un médico bien entrenado en la medicina tradicional que tenga también una mentalidad abierta y buen conocimiento de los mecanismos de curación innatos del cuerpo, de la influencia de los hábitos de vida sobre la salud y de los usos apropiados de los complementos dietéticos, hierbas y otras formas de tratamiento, desde la manipulación osteopática hasta la medicina china y ayurvédica. En otras palabras, quieren ayuda competente para moverse por el confuso laberinto de opciones terapéuticas disponibles en la actualidad, especialmente en aquellos casos en los que los enfoques convencionales son relativamente ineficaces o perjudiciales.
Weil Snyderman, 2002

Aunque los partidarios de la medicina alternativa reconocen que el efecto placebo puede desempeñar un papel en el beneficio que proporcionan las terapias alternativas, hay que destacar que el efecto placebo también influye en la medicina convencional. Por tanto señalan que esto no disminuye su validez. Los escépticos afirman que esta declaración es un reconocimiento de la ineficacia de los tratamientos alternativos. Un antibiótico o una vacuna es eficaz sin necesidad de efecto placebo y se puede administrar sin que el paciente lo sepa y sin que sea administrada por un sanador. La llamada medicina alternativa no tiene nada semejante que ofrecer.

### Menor riesgo cuando se usa como complemento de la medicina convencional
Una importante objeción a la medicina alternativa es que se practica en lugar de los tratamientos médicos convencionales. Siempre que los tratamientos alternativos se usen junto con los tratamientos médicos convencionales, la mayoría de los médicos hallan la mayor parte de la medicina complementaria aceptable (Vickers 2004). En consonancia con estudios previos, el Centro para el Control de Enfermedades (CDC) estadounidense informó recientemente que la mayoría (54,9 %) de los estadounidenses usaban la medicina alternativa en conjunción con la convencional.
Los pacientes deben, sin embargo, informar siempre a sus médicos de que están usando medicina alternativa. Algunos paciente no lo hacen temiendo que esto dañe la relación con su médico. No obstante, algunos tratamientos alternativos pueden interferir con los tratamientos tradicionales. Un ejemplo es la combinación de quimioterapia y la toma de altas dosis de vitamina C, que puede dañar gravemente los riñones.
El problema de la interferencia entre la medicina alternativa y la convencional se minimiza cuando solo se recurre a la primera tras agotar todas las posibilidades de la segunda. Muchos pacientes creen que la medicina alternativa puede ayudar a sobrellevar enfermedades crónicas para las que la medicina convencional no ofrece cura, sino solo cuidados paliativos. Se está haciendo más común que el propio médico sugiera a sus pacientes alternativas cuando no puede ofrecer un tratamiento.

## Pruebas científicas
Un aspecto positivo de muchas de estas terapias alternativas, independientemente de los resultados encontrados en estudios objetivos, es el alto grado de satisfacción manifestado en general por sus usuarios, así como el bajo nivel de riesgo que suele representar su forma de uso habitual. No obstante, existen riesgos de daños y eventos adversos, a veces graves, dependiendo del producto utilizado o de la propia técnica o procedimiento (invasividad), su utilización inadecuada, la falta de preparación de los terapeutas o el retraso en acudir a un médico profesional para recibir el tratamiento convencional adecuado.
Las escasas pruebas científicas disponibles sobre su efectividad hacen necesaria una actitud de cautela a la hora de utilizar las terapias alternativas.
Algunas de las terapias que más se han estudiado para buscar una prueba científica son la acupuntura, la homeopatía y las terapias físicas y manuales.

### Acupuntura
Es una terapia de uso muy extendido para tratar una extensa serie de patologías, muchas de ellas asociadas con el dolor.
Existen pruebas que sugieren que resulta efectiva en el control de las náuseas y vómitos producidos por la quimioterapia y postoperatorios, así como para aliviar el dolor dental tras las intervenciones. Sin embargo, en revisiones sistemáticas y exhaustivas extensas se ha visto que no tienen efecto.
En lo que respecta a los riesgos, los estudios realizados demuestran que es un tratamiento relativamente seguro, cuyos efectos adversos son menores y limitados, tales como dolor, inflamación, hematoma o sangrado en el lugar de la inyección.

### Homeopatía
Esta técnica ha empezado a ser evaluada con criterios de medicina basada en hechos en los últimos años, por lo que su evaluación científica está en sus inicios.
En general, los resultados de los ensayos clínicos son muy contradictorios y las conclusiones de las revisiones realizadas son que la homeopatía no ha probado definitivamente su eficacia en ninguna indicación o situación clínica concreta.
Respecto a los posibles efectos adversos, los medicamentos homeopáticos, en diluciones extremadamente altas, se consideran seguros incluso si son utilizados sin supervisión de profesionales.

### Terapias físicas y manuales
Actualmente, la investigación científica en estas técnicas es muy escasa, por lo que es preciso realizar más investigaciones.
No obstante, se considera que la manipulación espinal osteopática en pacientes con dolor lumbar inespecífico agudo o crónico puede ser beneficiosa. La terapia manual, incluida la manipulación espina, podría ser empleada en el manejo temprano del dolor de espalda persistente inespecífico.
Respecto a su seguridad, el riesgo del tratamiento osteopático parece ser bajo, si bien se han documentado efectos adversos como consecuencia de la manipulación espinal. Véase la sección: Riesgos para la salud. Manipulación espinal.

## Críticas a la medicina alternativa
Debido al amplio rango de terapias que se consideran dentro de la «medicina alternativa», pocas críticas se aplican a todas en conjunto. El último trabajo científico serio al respecto que puede citarse es el de Edzard Ernst "Un científico en el País de las maravillas", A Scientist in Wonderland. A Memoir of Searching for Truth and Finding Trouble (2015), cuyo equipo de la cátedra de Medicina Complementaria de la Universidad de Exeter ha publicado desde 1993 más de 350 trabajos sobre esta materia sufriendo todo tipo de presiones y censuras. Las críticas dirigidas a terapias específicas de la medicina alternativa van desde las bastante leves (el tratamiento convencional es más efectivo en un área particular) hasta la incompatibilidad con las leyes de la física y de la química (por ejemplo, en la homeopatía).
Los partidarios de las diferentes formas de medicina alternativa rechazan las críticas por estar supuestamente basadas en prejuicios, intereses económicos o ignorancia. Los opositores a muchas formas de medicina alternativa rechazan buena parte de las «pruebas» a favor por no cumplir las condiciones requeridas por la medicina científica, y la ciencia en general, como los experimentos de doble ciego, por ejemplo.

### Ineficacia de las medicinas alternativas
La ineficacia de algunos de estos procedimientos ha sido demostrada por ensayos clínicos rigurosos en repetidas ocasiones, algunos desde hace más de un siglo y en otras ocasiones por estudiantes de 11 años como trabajo de ciencias
El daño potencial por aplicar estas prácticas siempre está presente, a causa del retraso que se origina en aplicar el medicamento convencional que realmente podría aliviar o curar al paciente, lo que ―en el caso de una dolencia progresiva― podría incluso resultar fatal a medio o largo plazo. Este es un factor que rara vez se toma en cuenta por quienes prescriben o toleran estos procedimientos «terapéuticos».
Cualquier práctica de medicina alternativa dejaría de serlo si su eficacia quedara contrastada experimentalmente de manera científica, por lo que la distinción depende de los estudios disponibles hasta el momento. No existen por tanto dos tipos de medicina; solo se puede considerar como medicina a la que prueba sus fundamentos y eficacia, aunque sea de modo parcial. Sin embargo, es usual que quienes se dediquen al curanderismo no consulten la literatura científica (presentada en revistas médicas, con control de los pares [otros médicos investigadores]), proponiendo como novedoso algo que ya ha sido desechado hace mucho tiempo como inefectivo o incluso dañino.
La ciencia actual sigue estudiando la eficacia y aplicación de estas medicinas, por lo que existe una necesaria cautela a la hora de admitir la eficacia general de estas medicinas.

#### Falta de ensayos adecuados
A pesar del gran número de estudios sobre terapias alternativas, los críticos sostienen que no hay estadísticas sobre exactamente cuántos de estos estudios fueron experimentos controlados, de doble ciego y arbitrados o cuántos produjeron resultados a favor de la medicina alternativa o de partes de la misma. Sostienen que muchas formas de medicina alternativa son rechazadas por la medicina convencional porque la eficacia de los tratamientos no ha sido demostrada mediante ensayos aleatorios controlados de doble ciego. Algunos escépticos de las prácticas alternativas señalan que una persona puede atribuir alivio sintomático a una terapia por lo demás ineficaz debido a la recuperación natural de la enfermedad o a la naturaleza clínica de ésta, al efecto placebo o a la posibilidad de que en realidad nunca tuviera originalmente la enfermedad.

#### Problemas con ensayos y estudios conocidos
Los críticos sostienen que la predisposición del observador y su pobre diseño (no es habitual el uso del doble ciego en estos ensayos) invalidan los resultados de muchos estudios llevados a cabo por promotores de la medicina alternativa.
Aunque una revisión de la eficacia de ciertas técnicas médicas alternativas para el tratamiento del cáncer (Vickers 2004) halló que está demostrado que la mayoría de estos tratamientos no funcionan, señaló que varios estudios encontraron pruebas de que el tratamiento psicosocial de los pacientes por parte de psicólogos está relacionado con una mayor posibilidad de supervivencia (aunque comenta que estos resultados no se han reproducido consistentemente). La misma revisión, a pesar de advertir específicamente que «las terapias complementarias para los síntomas relacionados con el cáncer no forman parte de esta revisión», citaba estudios que indicaban que varias terapias complementarias pueden proporcionar beneficios como, por ejemplo, reducir el dolor y mejorar el estado de ánimo de los pacientes.
Algunos arguyen que se realiza menos investigación sobre la medicina alternativa porque muchas de sus técnicas no pueden ser patentadas, y por tanto hay poco incentivo económico para estudiarlas.
La investigación farmacéutica, por el contrario, puede ser muy lucrativa, lo que da como resultado la financiación de ensayos por parte de compañías farmacéuticas. Mucha gente, incluyendo profesionales de la medicina convencional y alternativa, sostienen que esta financiación ha llevado a la corrupción del proceso científico para aprobar el uso de fármacos, y que trabajos escritos por terceros han aparecido en importantes revistas médicas arbitradas (Flanagin et al. 1998, Larkin 1999). Incrementar la financiación de la investigación de técnicas médicas alternativas era el propósito del NCCAM (National Center for Complementary and Alternative Medicine: Centro Nacional para Medicinas Complementarias y Alternativas). Desde 1991, el NCCAM y su predecesor (la Office of Alternative Medicine), han gastado más de 200 millones de dólares en estos estudios. En Alemania, la Comisión E ―división independiente de la Agencia Federal Alemana de Salud― ha estudiado muchos remedios herbales para determinar su eficacia.

#### Problemas de regulación
Los críticos afirman que algunas ramas de la medicina alternativa no están a menudo adecuadamente reguladas en algunos países en cuanto a identificar quiénes las ejercen o saber qué formación o experiencia deben poseer. Los críticos arguyen que la regulación gubernamental de una terapia alternativa concreta no exige que dicha terapia sea eficaz.

## Riesgos para la salud
Aunque todas estas técnicas se suelen considerar más inocuas que las de la medicina convencional, pueden presentar riesgos.
Los críticos sostienen que «las terapias dudosas pueden provocar la muerte, heridas graves, sufrimiento innecesario y desfiguraciones» y que algunas personas han sido heridas o han muerto directamente por causa de diversas prácticas o indirectamente por diagnósticos erróneos o por la subsiguiente elusión de la medicina convencional que ellos creen verdaderamente eficaz.
Los críticos de la medicina alternativa están de acuerdo con sus partidarios en que la gente debe ser libre de elegir qué método de asistencia sanitaria desean, pero estipulan que debe ser informada sobre la seguridad y eficacia del método que elijan. La gente que elige la medicina alternativa puede pensar que están escogiendo una medicina segura y eficaz cuando puede que solo obtengan remedios de curandero.
A continuación, se detallan los principales riesgos para la salud.

### Retraso en la búsqueda de tratamiento médico convencional
Los críticos afirma que aquellos que han tenido éxito con una terapia alternativa para una enfermedad leve pueden ser convencidos de su eficacia y persuadidos para extrapolar dicho éxito a alguna otra terapia alternativa para una enfermedad más seria y potencialmente fatal. Por esta razón, sostienen que las terapias que confían en el efecto placebo para definir su éxito son muy peligrosas.
En la lista de famosos que fallecieron a causa de demorar su tratamiento médico al darle prioridad a programas de tratamiento alternativo se encuentran personalidades como:
- Peter Sellers (1925-1980), actor británico.[59]
- Steve McQueen (1930-1980), actor estadounidense.[59]
- Bob Marley (1945-1981), músico jamaicano.[60]
- Amparo Ochoa (1946-1994), cantante mexicana.
- Steve Jobs (1955-2011), ingeniero estadounidense, cofundador de Apple Inc.
- Rita Guerrero (1964-2011), artista mexicana.

### Oposición a la vacunación
Muchas formas de medicina alternativa se basan en filosofías que se oponen a la vacunación y tienen practicantes que manifiestan su oposición. Entre ellas, cabe citar la antroposofía, algunos elementos de la comunidad quiropráctica, algunos homeópatas (especialmente aquellos sin formación médica) y muchos practicantes de la naturopatía o la medicina naturista. Los motivos para esta visión negativa de la vacunación son complicados y se basan, al menos en parte, en las primitivas filosofías que dan fundamento a estos grupos.

### Consumo de productos a base de plantas
El consumo de plantas medicinales ha ido en aumento en los últimos años en todo el mundo y es frecuente su empleo en combinación con medicamentos prescritos por los médicos. Está extendida la falsa creencia de que los productos a base de plantas son inocuos e incluso ventajosos por su supuesto carácter "natural", un razonamiento poco compatible con el hecho de que su efecto terapéutico se atribuya a su contenido en principios activos con actividad farmacológica. Esta falsa percepción se basa en la tradición de su uso en lugar de en estudios sistemáticos que evalúen su seguridad, que por lo general no existen. Sin estos estudios, únicamente pueden ser detectados aquellos riesgos evidentes, muy frecuentes y de ocurrencia inmediata. Tóxicos y venenos, como pueden ser la cicuta, el cianuro, las toxinas de las setas venenosas y el veneno de escorpión, son productos tan naturales como la miel de abeja.
Muchos preparados naturales utilizados en la medicina natural, como la fitoterapia, contienen el mismo principio activo o fármaco que los usados en la medicina convencional. Por ejemplo, la mayor parte de los medicamentos que se han venido empleando en el campo de la oncología han sido obtenidos de la naturaleza, a partir de bacterias, hongos, plantas, minerales o, incluso, animales.
Como cualquier medicamento, las plantas pueden provocar reacciones adversas, intoxicación por sobredosis o interacciones perniciosas con otras sustancias. Se han descrito interacciones de relevancia clínica entre plantas y medicamentos, por lo que resulta imprescindible comunicar al médico el consumo de preparados naturales. Asimismo, se han notificado en los productos a base de plantas medicinales problemas de confusión entre unas plantas y otras, además de contaminación con pesticidas, metales pesados y medicamentos. Es necesario el mismo control médico estricto con las plantas medicinales que con los medicamentos de síntesis.
En muchos países, existe una gran preocupación entre las autoridades sanitarias respecto al uso racional y seguro de los productos a base de plantas medicinales. Esto se debe a que las normativas y los registros no están bien desarrollados, por lo que no se puede asegurar la calidad ni la seguridad de esos productos. En 2012, la Autoridad Europea de Seguridad Alimentaria (EFSA, por sus siglas en inglés) publicó un compendio de especies vegetales que contienen sustancias de posible riesgo o preocupación para la salud humana cuando son utilizadas en alimentos o complementos alimenticios, que actualiza un listado previo de abril de 2009.
Existen importantes problemas en la estandarización de los principios activos. No se sabe en qué proporción una sustancia activa u otras contenidas en la planta son las responsables de los efectos, incluso cuando se intenta asegurar el contenido mínimo o máximo de una sustancia determinada. Como ejemplo, citar que después de estandarizar los preparados de hipérico (también conocido como hierba de San Juan) en función de su contenido en hipericina y de haber realizado ensayos clínicos con ese producto, la responsable del efecto antidepresivo del hipérico ha resultado ser otra sustancia, la hiperforina, a la que se atribuye mayor potencia como inhibidora de la recaptación de serotonina.
Otro inconveniente radica en la gran variabilidad de contenido en principio activo (la cual no es posible controlar) y que se repite con múltiples principios activos. Entre ellos, es especialmente importante el caso de los estrógenos. Existe un gran esfuerzo investigador sobre las dosis apropiadas de estrógenos, sus posibles efectos adversos sobre la salud y otros muchos aspectos. Sin embargo, el rasero que se aplica a los fitoestrógenos contenidos en la soja es distinto. Se sabe que la eficacia de los derivados de la soja en los síntomas de la menopausia radica en su actividad estrogénica y, sin embargo, se acepta su eficacia, sin exigir el mismo nivel de conocimiento sobre sus riesgos que se exige al 17-beta-estradiol a las dosis establecidas en las diversas especialidades farmacéuticas disponibles para esta indicación.
Asimismo, se han notificado en los productos a base de plantas medicinales problemas de confusión entre unas plantas y otras, además de contaminación con pesticidas, metales pesados y medicamentos.
Otro problema conocido, que resulta especialmente grave en las hierbas procedentes de la medicina tradicional china, es la adición de fármacos a hierbas medicinales. De 2609 muestras de medicinas chinas recogidas desde ocho hospitales en Taiwán, el 23,7 % contenía fármacos, principalmente cafeína, paracetamol, indometacina, hidroclorotiazida, y prednisolona, antiinflamatorios no esteroideos y benzodiazepinas. Por su gran distribución fuera de Asia, destacan la hierba del milagro, Tung Shueh, y Chuifong Toukuwan. En esta última se ha detectado una gran variedad de fármacos como fenilbutazona, indometacina, hidroclorotiazida, clordiazepoxido, diazepam, corticoesteroides, diclofenaco, ácido mefenámico y dexametasona.

### Manipulación espinal
Entre los posibles efectos adversos de la manipulación espinal para el dolor de espalda, los casos más graves que se han documentado son la disección de la arteria vertebral por traumatismo durante las manipulaciones con rotación cervical. En algunas series de casos, la manipulación espinal se asoció con riesgo de accidente vascular y complicaciones no vasculares. Otros estudios recogen efectos adveros de la manipulación poco frecuentes, tales como el aumento transitorio del dolor inmediatamente después de la manipulación y déficit transitorio sensorial y motor con distribución radicular precisa, en algunos de los casos con desarrollo de hernia discal confirmada radiológicamente, que precisó cirugía. No obstante, los estudios basados en encuestas a los pacientes sugieren que incluso los efectos adversos relevantes raramente son luego publicados en la literatura médica.

### Peligrosa incluso como complemento de la medicina convencional
Un estudio multicéntrico noruego examinó la relación entre el uso de la medicina alternativa y la supervivencia al cáncer. Se siguió durante 8 años a 515 pacientes que recibían tratamiento médico estándar contra el cáncer, de los cuales el 22 % usaban medicina alternativa concurrentemente.
El estudio reveló que la tasa de mortalidad era un 30 % más alta en los usuarios de medicina alternativa: «El uso de medicina alternativa parece predecir una supervivencia menor al cáncer».
Como defensa, los entusiastas de las medicinas alternativas afirman entonces que el fin de la terapia alternativa no sería aumentar la sobrevida, sino mejorar la calidad de vida.